# Pardosa labradorensis
Pardosa labradorensis là một loài nhện trong họ Lycosidae.
Loài này thuộc chi Pardosa. Pardosa labradorensis được Tord Tamerlan Teodor Thorell miêu tả năm 1875.